# Joana Carlota d’Anhalt-Dessau
Joana Carlota d'Anhalt-Dessau (en alemany Johanna Charlotte von Anhalt-Dessau) va néixer a Dessau (Alemanya) el 6 d'abril de 1682 i va morir a Herford el 31 de març de 1750. Era una noble alemanya, filla del príncep Joan Jordi II d'Anhalt-Dessau (1627-1693) i d'Enriqueta Caterina de Nassau (1637-1708).
El 25 de gener de 1699 es va casar a Oranienbaum amb el margrave Felip Guillem de Brandenburg-Schwedt (1669-1711), fill de Frederic Guillem de Brandenburg (1620-1688) i de Sofia Dorotea de Schleswig-Holstein-Sonderburg-Glücksburg (1636-1689). El matrimoni va tenir sis fills: 
- Fredrica Dorotea (1700-1701)
- Frederic Guillem (1700-1771), casat amb Sofia Dorotea de Prússia (1719-1765).
- Enriqueta (1702-1782), casada amb Frederic de Wurtemberg (1698-1731).
- Jordi Guillem (1704-1704)
- Enric Frederic (1709-1788), casat amb Leopoldina d'Anhalt-Dessau (1716-1782)
- Carlota (1710-1712)